# Archie (Suchmaschine)
Archie war eine Suchmaschine, die speziell für das Indizieren von FTP-Archiven entwickelt wurde. Der Name entstammt dem englischen Wort to archive („archivieren“).

## Geschichte
Geboren wurde die Idee zu Archie im Jahre 1990 durch die Studenten Alan Emtage, Peter Deutsch und Bill Heelan, die zu diesem Zeitpunkt an der McGill University School of Computer Science in Montreal studierten. Sie begannen, sogenannte Suchroboter zu programmieren, die das Internet systematisch durchkämmten und Informationen sammelten. So entstand im November 1990 Archie V1.0, das über Telnet abgefragt werden konnte.
Ziel von Archie war es, eine zentrale Datenbank zu schaffen, in der Verzeichnisse und Dateien der verteilten und weit verbreiteten Anonymous-FTP-Server enthalten sein sollten. Damit sollte die Suche nach Dateien und Programmen über eine zentrale Datenbank stark erleichtert werden.
Über den Service Archie war es jedoch nur möglich, Inhalte zu finden, von denen dem Suchenden wenigstens Teile und Fragmente bekannt waren, da sich die Suche auf die Datei- und Verzeichnisnamen beschränkte, die auf den FTP-Servern lagen. Auch standen für den Suchstring nur acht Zeichen zur Verfügung, sodass eine Archie-Suche schon recht genaue Suchparameter erforderte, um sinnvolle Ergebnisse zu bekommen.
Archie hatte nur eine sehr untergeordnete Rolle im Internet. Die recht komplexe Bedienung und das aufkommende World Wide Web drängten Archie in den Hintergrund. Viele Entwickler schwangen sich auf die WWW-Technologie und nutzten diese als Basis für Suchmaschinen. Der eigentliche Grund für das Aus von Archie waren aber juristische Probleme, die dazu führten, dass 1999 innerhalb kürzester Zeit sämtliche Archie-Server weltweit eingestellt wurden.